# Liste der Naturdenkmäler in Pfatten
Die Liste der Naturdenkmäler in Pfatten (italienisch Vadena) enthält die drei als Naturdenkmal ausgewiesene Objekte auf dem Gebiet der Gemeinde Pfatten in Südtirol.
Basis ist das im Internet einsehbare offizielle Verzeichnis der Naturdenkmäler in Südtirol (Stand: 23. Januar 2015). Dabei kann es sich um botanische, geologische oder hydrologische Naturdenkmäler handeln. Die Reihenfolge in dieser Liste orientiert sich an der ID, alternativ ist sie auch nach dem Namen sortierbar.

## Liste
| Foto |                 | Name                                 | Standort                     | Beschreibung                                         |
| ---- | --------------- | ------------------------------------ | ---------------------------- | ---------------------------------------------------- |
| BW   | Datei hochladen | Interglazialablagerungen ID: 065_L01 | 46° 22′ 59″ N, 11° 16′ 56″ O | Geologisches Naturdenkmal: Blöcke von Felsstürzen    |
| BW   | Datei hochladen | Rosszähne ID: 065_L02                | 46° 21′ 57″ N, 11° 17′ 3″ O  | Geologisches Naturdenkmal: Geomorphologisches Objekt |
| BW   | Datei hochladen | Warmluftquellen ID: 065_L03          | 46° 22′ 1″ N, 11° 17′ 3″ O   | Geologisches Naturdenkmal: Warmluftquelle            |

| Foto: | Fotografie des Naturdenkmals. Klicken des Fotos erzeugt eine vergrößerte Ansicht. Daneben finden sich zwei Symbole: |
| ID    | Identifikator bei der Abteilung Natur, Landschaft und Raumentwicklung der Südtiroler Landesverwaltung               |